# Messier 100
Messier 100 (również M100, NGC 4321 lub PGC 40153) – galaktyka spiralna znajdująca się w gwiazdozbiorze Warkocza Bereniki. Odkrył ją 15 marca 1781 roku Pierre Méchain. W katalogu Messiera od 13 kwietnia 1781 roku.
M100 jest jednym z najjaśniejszych obiektów w gromadzie w Pannie.
M100 znajduje się w odległości ok. 56 milionów lat świetlnych od Ziemi. Średnica galaktyki wynosi ok. 120 tysięcy lat świetlnych.

## Supernowe

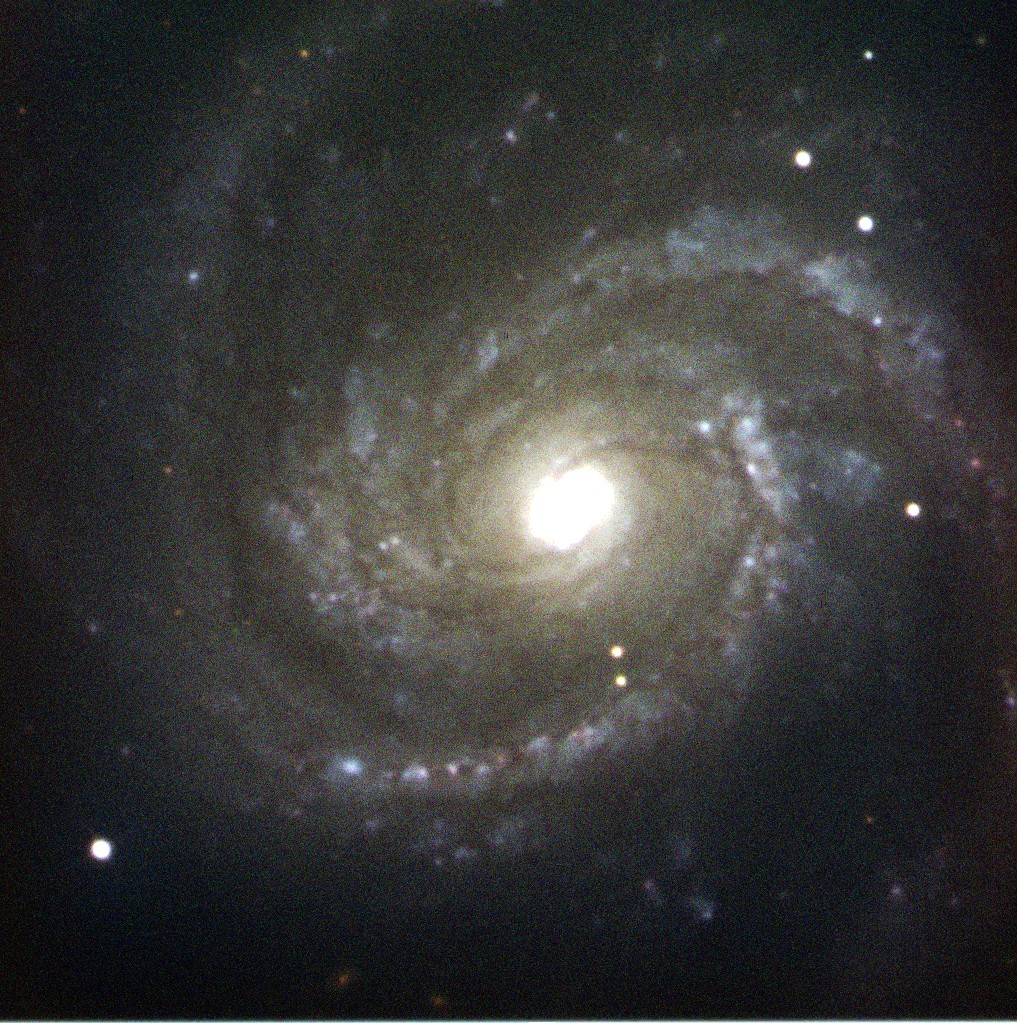
M100 z supernową SN 2006X (poniżej jądra). Zdjęcie wykonane przez uczniów I LO w Olsztynie w ramach projektu Faulkes Telescope

Do tej pory w M100 zaobserwowano pięć supernowych:
- SN 1901B (w marcu 1901 – jasność 15,6m, typ I)
- SN 1914A (w lutym/marcu 1914 – jasność 15,7m)
- SN 1959E (w sierpniu/wrześniu 1959 – jasność 17,5m, typ I)
- SN 1979C (15 kwietnia 1979 – jasność 11,6m, typ II)
- SN 2006X (7 lutego 2006 – jasność 15,3m, typ Ia)

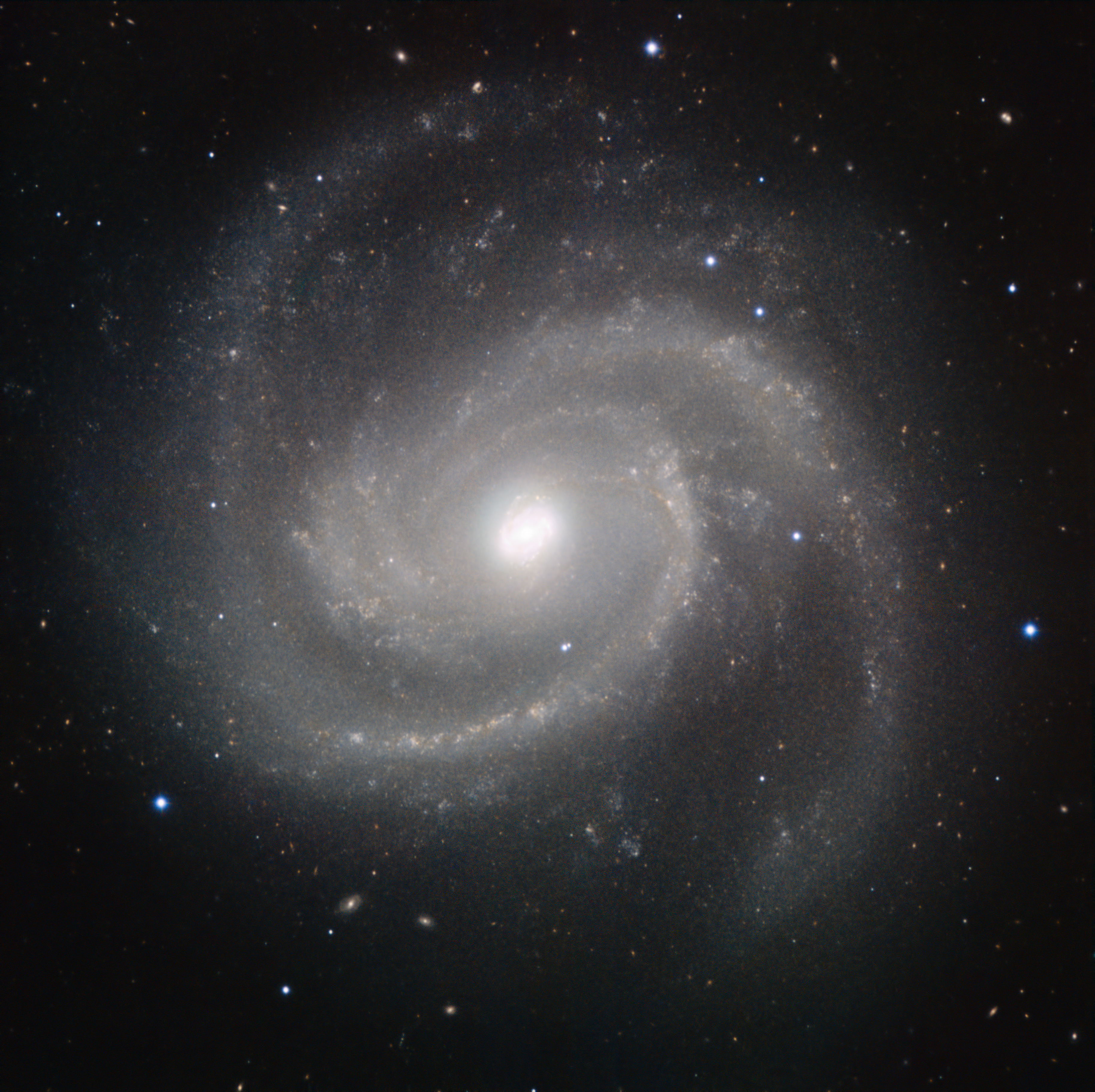
Zdjęcie M100 w podczerwieni, wykonane kamerą HAWK I (ESO)